# جزيرة قرنين
جزيرة قرنين أو كما تسمى باللهجة المحلية (جرنين)، تقع في إمارة أبوظبي، وهي جزيرة صغيرة تبعد عن مركز الإمارة مسافة 180 كم شمال غرب أبوظبي، تحوي الجزيرة عدد كبير من السلاحف والطيور وكائنات حية أخرى، وفي عام 2003 أعلن الصندوق العالمي لصون الطبيعة ضم الجزيرة والمياه المحيطة بها إلى 81 مجموعة من المحميات العالمية التي اعترف بها الصندوق منذ العام 1996، يوجد بالجزيرة 100 نوع من الطيور، كما تحتضن الجزيرة مستعمرات لتكاثر خمس أنواع من الطيور بأعداد تزيد على 1% على مستوى العالم، وتشكل سواحل الجزيرة ورمالها مأوى لعدد من الحيوانات المهددة بالإنقراض مثل سلحفاة منقار الصقر والسلحفاة الخضراء والسلاحف جدعية الرأس.

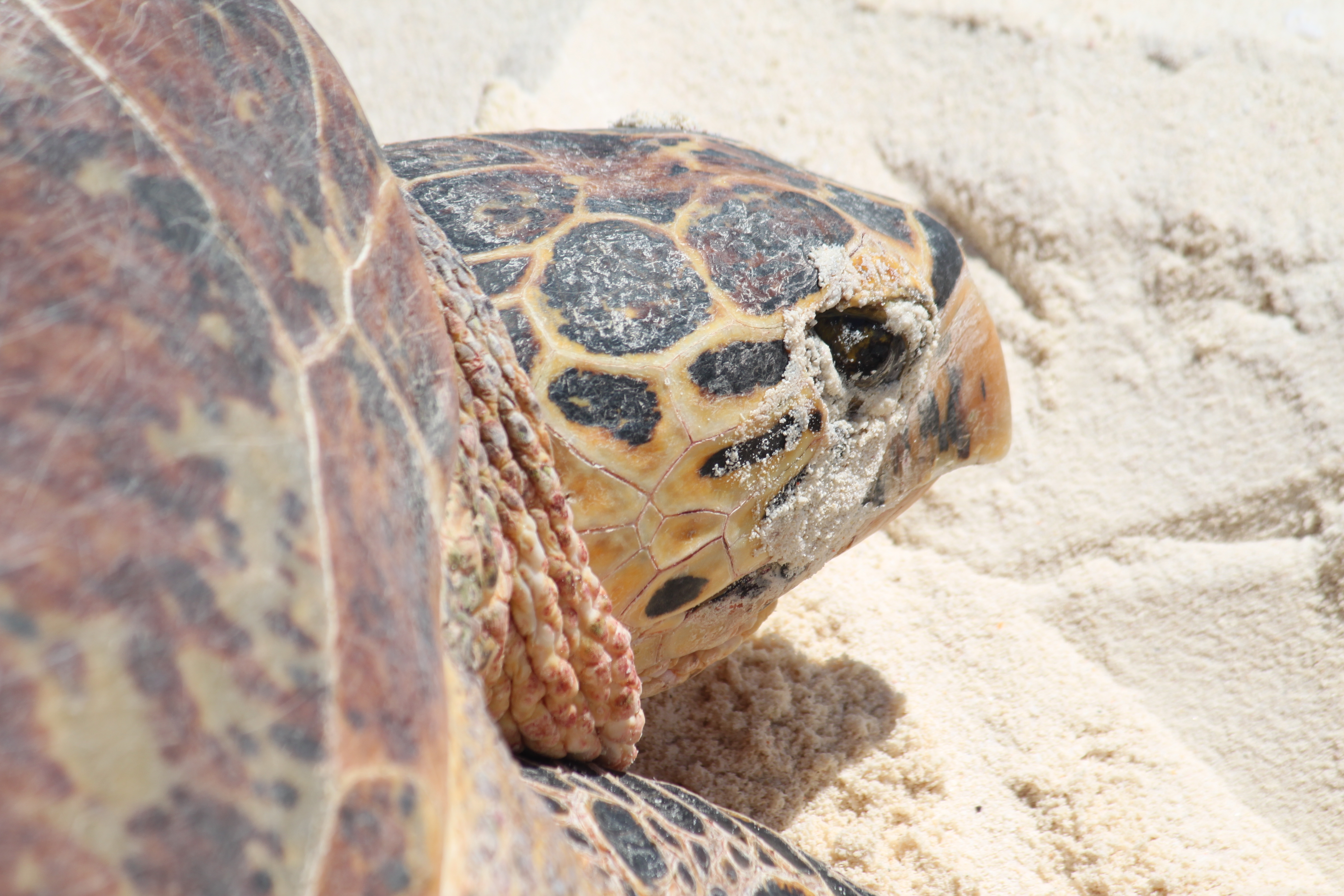
سلحفاة منقار الصقر

كما تشير بعض الدراسات التي أُجريت على الجزيرة عن وجود آثار استيطانية قبل الإسلام وبعده.

## الجغرافية
ذات شكل مستطيل وسطحها فهو مستوي لا يكتنفه أية مظاهر تضاريسية مرتفعة، يبلغ طول الجزيرة 2,421 كم. ويبلغ عرضها نحو 973 متر. تبلغ عمق المياه عند سواحلها عشرة أمتار 
كما أنها تحوي مزيج من الرمال والصخور والشعاب المرجانية. 

## أنواع الطيور
أكثر الأنواع هي طيور ذات الخرشنة

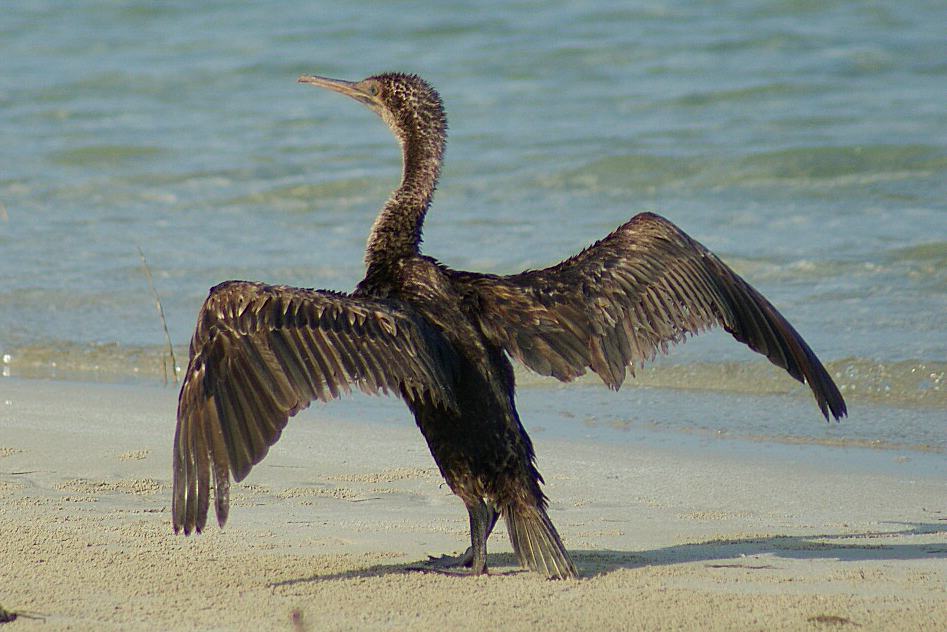
غراب البحر السقطري

- غراب البحر السقطريذات العرف. بالمحلي يسمى (الغواي) وهي أكبر نوع من الطيور المتواجدة في الجزيرة يقدر عددها تقريبا عشرين ألف زوج.
- السمامة
- الصر
- الخشاش
- النورس الأسخم
- غراب البحر السقطري[4]